# 银丝草
银丝草（学名：Evolvulus alsinoides var. decumbens）是旋花科土丁桂属土丁桂的变种。分布于马来西亚、菲律宾、越南、太平洋、大洋洲以及中国大陆的湖南、江西、云南、广东、广西等地，生长于海拔1,160米至1,800米的地区，一般生于山坡草地，目前尚未由人工引种栽培。

## 异名
- Evolvulus yunnanensis S. H. Huang